# Panoramic Tymes
A Panoramic Tymes a The Qualitons együttes első nagylemeze, ami 2010-ben jelent meg.

## Az album dalai
Minden dalt a The Qualitons (Premecz/Hock/G. Szabó/Szőke/Berényi) írt kivéve, ahol fel van tüntetve.
1. C'mon baby /3:32
2. Overdose (Hock) /3:08
3. Éjjel a sötétben /3:24
4. A.C. Blues (Hock) /4:43
5. Soul Bowl/Kékfény (Jackson&Love/Bergendy) /5:10
6. Bodzarella /3:16
7. Wandering Will (G. Szabó) /2:57
8. Mellbimbó (Hock) /5:30
9. More Plutonium /2:45
10. Aua /4:38

### CD kiadás
1. C'mon baby /3:32
2. Overdose /3:08
3. Éjjel a sötétben /3:24
4. Bodzarella /3:16
5. Wandering Will /2:57
6. One Man Song (G. Szabó) /5:04
7. A.C. Blues /4:43
8. Soul Bowl/Kékfény /5:10
9. Slowman /5:37
10. Kulmi (Hock) /3:18
11. Mellbimbó /5:30
12. More Plutonium /2:45
13. Aua /4:38

## Közreműködők

### The Qualitons
G. Szabó Hunor: Dob, Ének
Hock Ernő: Basszusgitár
Szőke Barna: Gitár
Premecz Mátyás: Hammond orgona
Berényi Csaba (Kanada Káosz): Ütőshangszerek

### További közreműködők
Bede Péter: Tenor és Alt szaxofon
Czibere József: Ütőshangszerek
Élő Márton: Harsona
Meggyes Ádám: Trombita
Szarvas Dávid: Ütőshangszerek
Weisz Gábor: Bariton és Tenor szaxofon